# Arabi israeliani
Gli arabi israeliani (in arabo العرب الإسرائيليين‎?, al-ʿArab al-Isrāʾīliyyīn; in ebraico ערבים ישראלים‎?, ʿAravīm Yīśreʾēlīm), chiamati anche arabi del '48, arabi dell'interno o palestinesi israeliani, costituiscono una minoranza di etnia araba in Israele, discendente dagli arabi palestinesi residenti in quello che divenne territorio israeliano e che non presero parte all'esodo palestinese del 1948. Nel gruppo vengono spesso inclusi anche gli arabi palestinesi di Gerusalemme Est e gli arabi siriani delle alture del Golan, i quali detengono lo status di residenti permanenti e il diritto alla cittadinanza israeliana, mentre ne vengono esclusi gli ebrei arabi. Nel 2022 risiedevano in Israele 2 037 000 arabi, costituenti circa il 21% della popolazione.
Sottoposti per anni alla legge marziale, gli arabi vennero poi parzialmente integrati nella vita politica e sociale israeliana, anche se gran parte della comunità risulta svantaggiata dal punto di vista socioeconomico rispetto alla maggioranza degli ebrei israeliani. La minoranza araba in Israele è molto eterogenea: dal punto di vista religioso, è formata in prevalenza da musulmani sunniti, da minoranze cristiane di varie confessioni e da drusi. Gli arabi in Israele vivono perlopiù segregati dagli ebrei, essendo concentrati in propri insediamenti, distribuiti principalmente in Galilea, nel Triangolo e nel Negev; una cospicua minoranza degli arabi vive in varie città miste. Gli arabi dispongono di strutture educative separate e la lingua araba domina in ogni ambito sociale in seno alla comunità.
Gran parte della minoranza araba in Israele si identifica con i palestinesi, anche se tra i drusi il senso di appartenenza allo Stato di Israele è tendenzialmente più forte. Nell'ambito della politica nazionale, gli arabi votano per lo più partiti di identità araba e i clan ricoprono un ruolo fondamentale nell'ambito della politica locale. In virtù della mancata integrazione, ampie tensioni sono scaturite in più occasioni tra la minoranza araba e le autorità israeliane. Gli arabi israeliani di religione musulmana e cristiana non sono soggetti alla coscrizione militare nelle forze di difesa israeliane, al contrario degli uomini drusi.

## Storia

### Nascita dello Stato di Israele e legge marziale

Soldati israeliani e abitanti del villaggio arabo cristiano di Iqrit, 1948

In seguito alla guerra arabo-israeliana del 1948 e al conseguente esodo palestinese che coinvolse centinaia di migliaia di persone, gli arabi si ritrovarono a essere nel nuovo Stato una minoranza di circa 160 000 unità. La gran parte dell'élite urbana araba palestinese si rifugiò nei paesi arabi vicini; ciò comportò il collasso dell'ambiente culturale arabo palestinese, dal momento che molti dei teatri, delle librerie e dei giornali arabi cessarono le loro attività. La minoranza araba in Israele si ritrovò a essere in gran parte composta da contadini residenti in insediamenti rurali sparsi e non contigui, con alti tassi di analfabetismo. Haifa e Giaffa, costituenti fino ad allora i principali centri della comunità araba, persero gran parte della loro popolazione; il principale centro urbano arabo in Israele divenne Nazareth. Le autorità attuarono politiche di confisca dei terreni, in particolare attraverso la legge sulla proprietà degli assenti del 1950, volte a concedere appezzamenti a nuove comunità di immigrati ebrei e a soldati smobilitati. Varie zone furono dichiarate di interesse militare e i loro abitanti arabi furono conseguentemente espulsi, come nel caso dei villaggi arabi cristiani di Iqrit e Kafr Bir'im. La piena cittadinanza fu riconosciuta agli arabi nel 1953.
Le località arabe in Israele tra il 1948 e il 1966 furono sottoposte alla legge marziale e a un'amministrazione militare che limitò le libertà civili della popolazione, tra le quali quella di movimento e di assemblea. Le restrizioni imposte dalla legge marziale portarono al massacro di Kafr Qasim, consumatosi il 29 ottobre 1956 a danno di un gruppo di contadini arabi che, ignari del coprifuoco dichiarato dall'esercito, stavano rincasando dopo il lavoro nei campi: quarantasette di questi contadini furono giustiziati dagli agenti del MAGAV. L'amministrazione militare fu responsabile di tutti gli aspetti della vita civile nelle località arabe, in particolare per quanto riguardava la nomina dei mukhtar. La minoranza araba si ritrovò senza una classe politica di riferimento e le rivalità tra i grandi clan impedirono inizialmente la formazione di una solida opposizione interna allo Stato israeliano; in rappresentanza della minoranza araba emersero varie liste satelliti arabe affiliate ai principali partiti politici israeliani. Nel corso degli anni successivi alla nascita dello Stato di Israele, l'attivismo arabo in Israele si raccolse perlopiù intorno al partito Maki. La componente araba del Maki, raccolta perlopiù attorno a intellettuali arabi cristiani, quali Emile Habibi, Tawfik Toubi ed Emile Touma, si mise in prima linea nella lotta per le rivendicazioni arabe; essa si separò dal partito nel 1965 per costituire il Rakah. La legge marziale fu abolita nel novembre 1966.

### Guerra dei sei giorni e Giorno della Terra

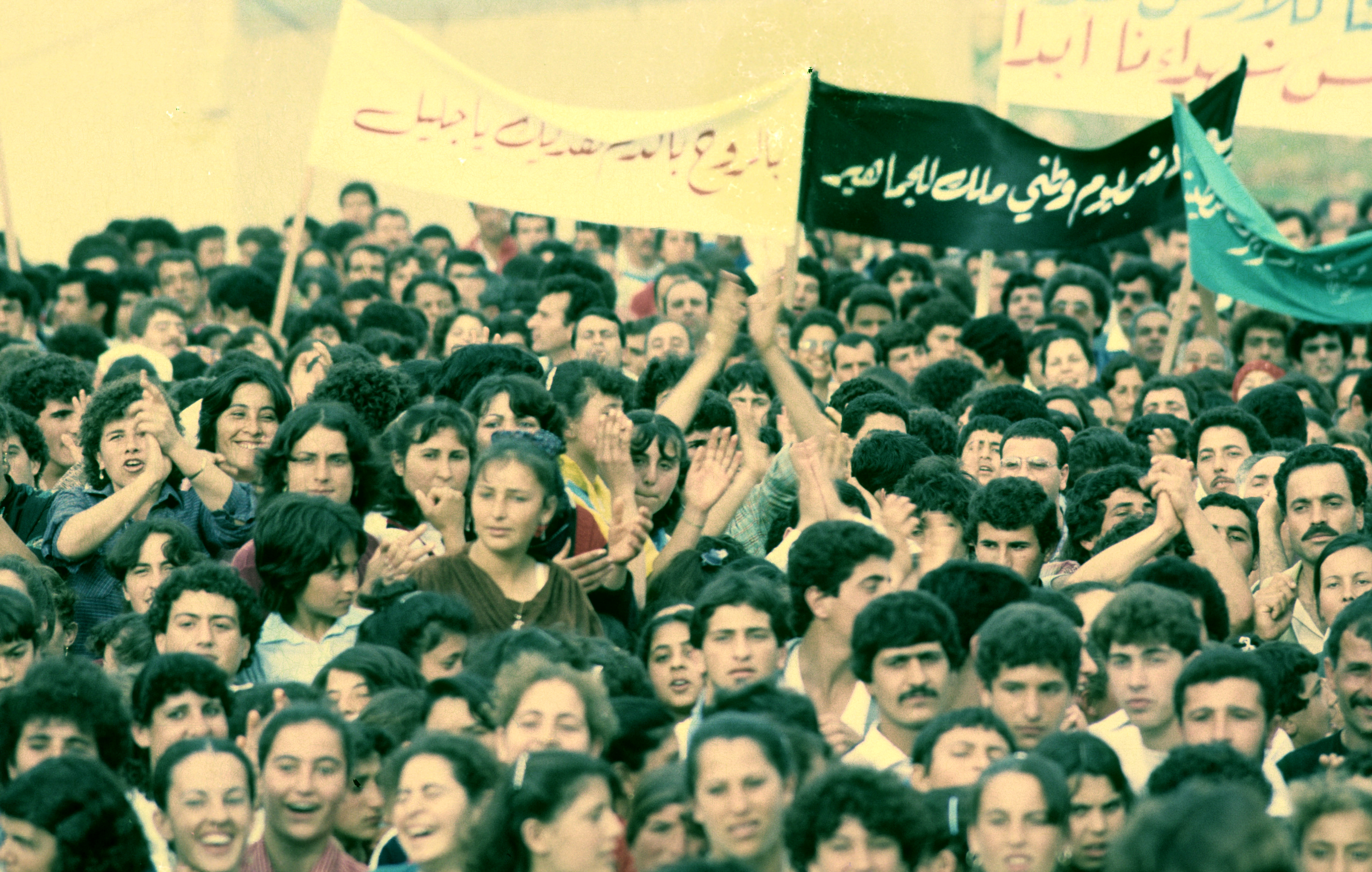
Celebrazione del Giorno della Terra a Sakhnin, 1988

L'abolizione della legge marziale nel 1966 e lo scoppio della guerra dei sei giorni nel 1967 esercitarono un profondo impatto sulla minoranza araba in Israele. Cominciò a emergere tra gli arabi una nuova classe media, il numero degli studenti universitari arabi crebbe nel corso dei decenni successivi e molti di essi, sostenuti dal Rakah, partirono per i paesi europei del blocco orientale per conseguire gli studi universitari, in particolare in medicina. La società araba in Israele si evolse progressivamente, modernizzandosi, e si costituì un vasto numero di piccoli imprenditori e professionisti. La comunità cessò di gravitare politicamente attorno ai mukhtar; emerse infatti una nuova classe politica e intellettuale. Questa transizione politica fu favorita anche dall'abolizione della legge marziale, che portò gli arabi ad avvalersi del sistema democratico israeliano.
L'abolizione della legge marziale e l'occupazione israeliana della Cisgiordania e della striscia di Gaza al termine della guerra dei sei giorni contribuirono a rafforzare i contatti tra gli arabi israeliani e il resto della società palestinese e araba, generando importanti cambiamenti culturali. Una maggiore influenza del nazionalismo palestinese portò alla formazione di Abnaa al-Balad, organizzazione laica e nazionalista. Molti giovani, specie quelli partiti per studiare nei seminari religiosi nei territori occupati, furono invece influenzati dal fenomeno del revivalismo islamico, che portò poi alla fondazione del Movimento Islamico in Israele. Nel corso degli anni 1970 nacquero numerosi comitati e istituzioni in rappresentanza della minoranza araba. Nel marzo 1976 venne indetto uno sciopero per protestare contro le politiche di confisca dei terreni in Galilea da parte delle autorità a danno dei cittadini arabi; i seguenti scontri tra i manifestanti e la polizia provocarono la morte di sei arabi, il ferimento di altri dodici e centinaia di arresti, eventi da allora celebrati annualmente in occasione del Giorno della Terra. Nel 1977 il Rakah fondò la lista Hadash, che raccolse la maggior parte del sostegno politico arabo in Israele. L'attivismo politico arabo in Israele fu volto nel corso degli anni seguenti a esprimere sostegno politico e umanitario ai palestinesi dei territori occupati.

### Le due intifade e il XXI secolo

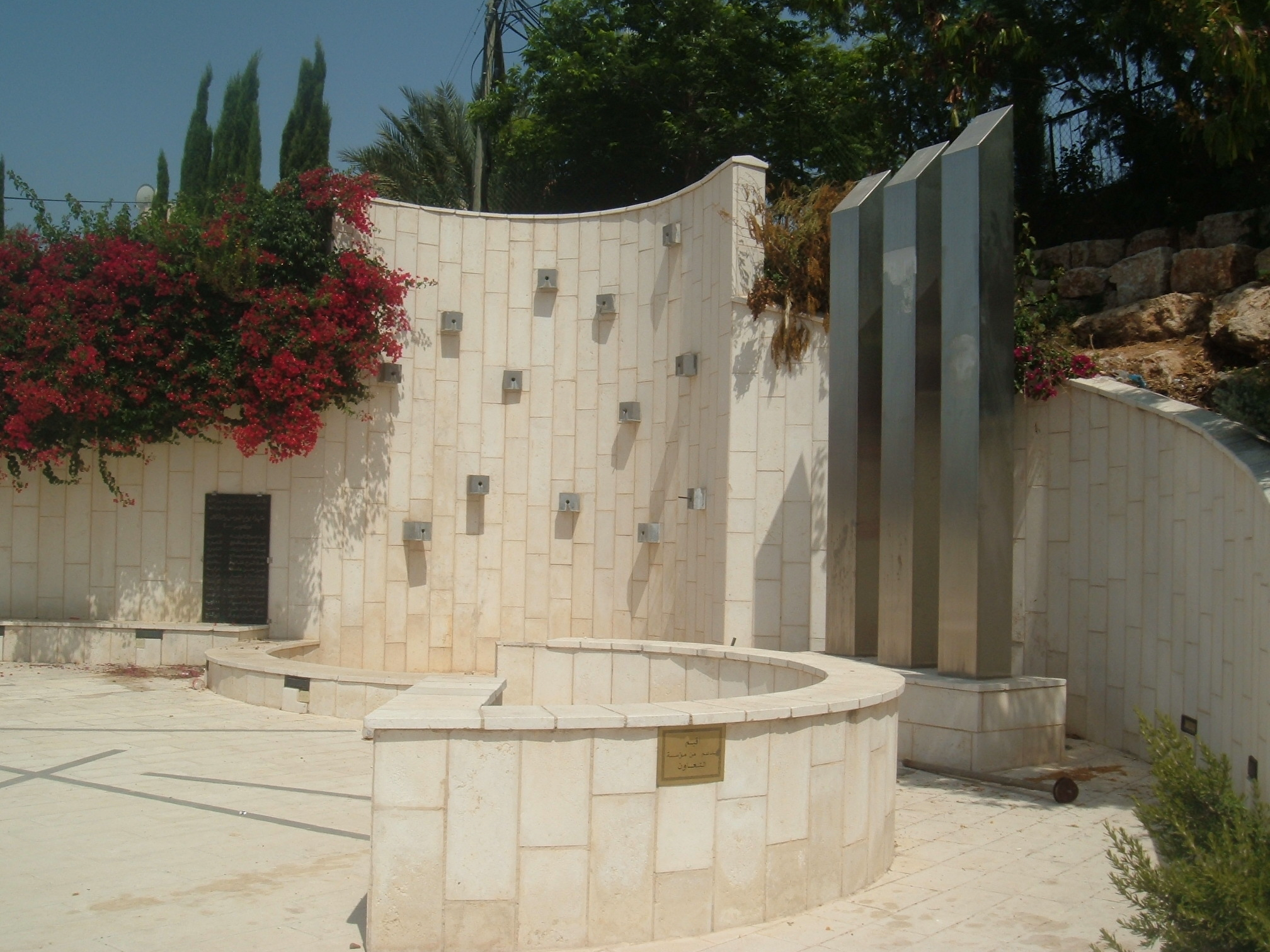
Monumento a Nazareth dedicato alle vittime arabe in Israele degli eventi dell'ottobre 2000

Lo scoppio della prima intifada nel dicembre 1987 dette inizio a un periodo di forti tensioni tra le autorità e la minoranza araba, aggravate anche dalla guerra del Golfo divampata nel 1990-1991. Nelle principali città arabe in Israele furono indette manifestazioni in sostegno ai palestinesi dei territori occupati; a essere attivi furono principalmente gli attivisti del Rakah, molti dei quali furono arrestati. Nel 1992 il governo Rabin II si impegnò in varie iniziative volte a integrare la minoranza araba e a migliorarne le condizioni sociali. Nel corso degli anni 1990 crebbe il senso di alienazione della minoranza araba nei confronti delle istituzioni, fenomeno rafforzato dall'assassinio di Yitzhak Rabin e dalle politiche poco concilianti del governo Netanyahu I; inoltre, il fatto che il governo Barak non avesse incluso i partiti arabi, malgrado Ehud Barak avesse ottenuto l'appoggio della minoranza araba alle elezioni generali del 1999, fu causa di un'amara delusione.
La situazione precipitò in occasione dello scoppio della seconda intifada: nell'ottobre 2000 nelle località arabe in Israele i manifestanti arabi bloccarono le strade, attaccarono gli edifici pubblici e si scontrarono con la polizia; scontri si verificarono anche nelle città miste, in particolare a Nazareth Illit, dove centinaia di ebrei si scontrarono con i residenti arabi. Gli eventi dell'ottobre 2000 provocarono in Israele la morte di tredici arabi e di un ebreo, e svariati feriti; tali eventi risultarono i più sanguinosi per la minoranza araba in Israele dopo il massacro di Kafr Qasim. Gli avvenimenti allontanarono ancor di più la minoranza araba dalle istituzioni. Le tensioni tra la minoranza araba e il resto della società israeliana emersero poi in occasione della guerra del Libano del 2006, della guerra di Gaza del 2008-2009 e di vari scontri ad Acri nel 2008 e a Umm al-Fahm nel 2009. Nel 2018 la comunità araba, in particolare la componente drusa, manifestò contro l'approvazione della legge sullo Stato-nazione.

## Società

### Composizione religiosa

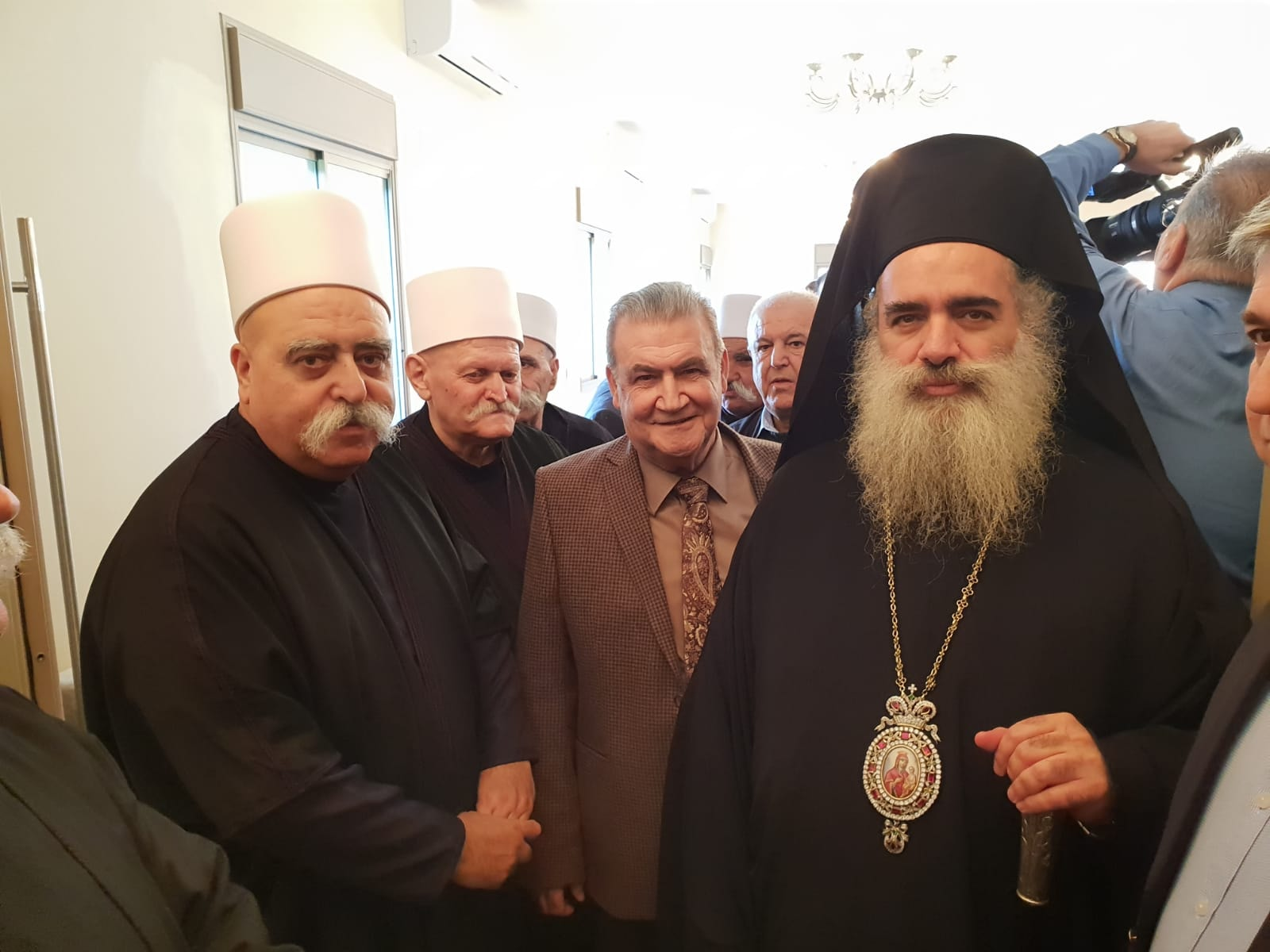
Mowafaq Tarif, leader spirituale dei drusi in Israele, e Atallah Hanna, arcivescovo della Chiesa greco-ortodossa di Gerusalemme, 2019

Da quanto emerso da uno studio condotto nel 2008 dall'Ufficio centrale israeliano di statistica, i musulmani rappresentavano circa l'83% degli arabi in Israele, i cristiani circa l'8% e i drusi circa il restante 8%. La componente musulmana è per la stragrande maggioranza sunnita, anche se vi sono piccoli gruppi sciiti nel nord, oltre a una comunità ahmadi concentrata a Kababir, quartiere di Haifa; nel villaggio di Ghajar, nelle alture del Golan, risiede una comunità alauita. Gli arabi cristiani costituiscono poco meno dell'80% dei cristiani in Israele e la grande maggioranza di essi è affiliata alla Chiesa greco-cattolica melchita, mentre confessioni minoritarie sono quella greco-ortodossa, quella latina, quella maronita e quella anglicana. Lo status personale dei cittadini, in materie quali il diritto familiare, è soggetto a tribunali gestiti dalle rispettive comunità religiose; la legge israeliana preclude però la poligamia e pone un'età minima per il matrimonio. Le festività musulmane, cristiane e druse sono legalmente riconosciute dallo Stato.
Uno studio pubblicato nel 2016 dal Pew Research Center rilevò le pratiche religiose di vari settori della società israeliana: il 68% degli intervistati musulmani, il 57% di quelli cristiani e il 49% di quelli drusi considerava la propria religione importante; la fede in Dio era condivisa dalla quasi totalità dei musulmani, dal 94% dei cristiani e dal 99% dei drusi. La preghiera quotidiana era praticata dal 61% dei musulmani, dal 34% dei cristiani e dal 26% dei drusi, mentre la partecipazione settimanale alle funzioni religiose si attestava al 49%, al 38% e al 25% rispettivamente per musulmani, cristiani e drusi. Degli intervistati cristiani il 94% era battezzato, il 65% considerava la Bibbia parola di Dio, il 60% digiunava in occasione della Quaresima, l'81% teneva in casa icone dei santi, l'83% riceveva il crisma e il 39% offriva la decima; l'83% degli intervistati musulmani digiunava durante il Ramadan e il 66% adempieva all'obbligo della zakāt. Dai dati emersi da uno studio condotto nel 2020 dall'Ufficio centrale israeliano di statistica il 31,5% delle famiglie musulmane era classificabile come religioso o molto religioso, il 57,2% come tradizionalista e l'8,6% come non religioso.

### Demografia
Nel 2022 risiedevano in Israele 2 037 000 arabi, costituenti circa il 21% della popolazione. L'innalzamento progressivo della percentuale, che negli anni 1950 era dell'11%, va attribuito agli elevati tassi di crescita demografica della minoranza araba (tra i più alti al mondo), al declino dell'immigrazione ebraica e all'inclusione in Israele di decine di migliaia di arabi risiedenti a Gerusalemme Est e sulle alture del Golan, territori annessi rispettivamente nel 1967 e nel 1982. I tassi di fecondità totale della minoranza araba sono stati storicamente più alti che nella componente ebraica, per quanto variabili tra le differenti comunità religiose: la componente cristiana si caratterizza per tassi di fecondità totale relativamente bassi rispetto al resto della popolazione; essi passarono da 4,6 figli per donna negli anni 1950 a 2,6 nel 2000; il tasso di fecondità totale dei drusi calò drasticamente a partire dagli anni 1960, passando da 7,2 figli per donna negli anni 1950 a 3,1 nel 2000; i musulmani rappresentano invece il gruppo religioso con il più alto tasso di fecondità totale nel paese, malgrado fosse andato comunque incontro a drastiche diminuzioni tra gli anni 1970 e 1980, passando da 8,2 figli per donna negli anni 1950 a 4,7 nel 2000; le nascite hanno conosciuto un incremento tra i beduini del Negev e tra gli arabi di Gerusalemme Est. Dati i differenti tassi di fecondità, la componente musulmana passò dal rappresentare il 70% degli arabi israeliani negli anni 1950 all'82% negli anni 2000, mentre i cristiani passarono dal 21% negli anni 1950 al 9% negli anni 2000.

Variazione delle percentuali delle varie componenti religiose della popolazione israeliana tra il 1949 e il 2020

Secondo uno studio condotto nel 2002 dall'Ufficio centrale israeliano di statistica, il tasso di incremento naturale della popolazione araba in Israele si attestava al 3,4%, uno dei più alti al mondo. Il 51% degli arabi israeliani aveva un'età minore di 19 anni, mentre solo il 3% aveva più di 65 anni; la componente più giovane era quella musulmana, seguita da quella drusa e da quella cristiana; l'età media degli uomini musulmani e drusi al loro primo matrimonio era di 25 anni, mentre per le donne era di 20 anni; tra i cristiani l'età media al primo matrimonio era di due anni superiore rispetto a quella degli altri arabi. Nel 2018 il tasso di fecondità totale era di 3,20 figli per donna tra le donne musulmane, di 2,06 per le donne cristiane e di 2,16 per le donne druse, rispetto al 3,17 degli ebrei, mentre il numero di componenti per nucleo familiare era di 4,7 per i musulmani, di 3,0 per i cristiani e di 3,9 per i drusi, rispetto al 3,1 degli ebrei.

#### Distribuzione geografica
La maggioranza degli arabi israeliani risiede nel nord del paese; in particolare la comunità è concentrata principalmente in tre regioni: in Galilea, dove è più eterogenea dal punto di vista religioso e culturale, nel Triangolo, regione situata a ridosso della Cisgiordania, e nel Negev, regione a concentrazione beduina. Nel 2001 il 71% degli arabi israeliani era concentrato in 116 località dove rappresentavano la quasi interezza della popolazione, il 24% viveva nelle città miste di Acri, Gerusalemme, Giaffa, Haifa, Lidda, Ma'alot-Tarshiha, Nazareth Illit e Ramla, l'1% risiedeva in altre località a maggioranza ebraica e il 4% viveva in insediamenti beduini non riconosciuti dalle autorità; nel corso degli anni 1970 per i beduini furono realizzati 27 insediamenti, 20 dei quali nel nord del paese e 7 nel Negev. Nel 2002 81 delle 116 località arabe riconosciute dallo Stato avevano una popolazione quasi interamente di religione musulmana, 2 ospitavano una popolazione quasi interamente cristiana e 13 avevano una popolazione quasi interamente drusa. Negli anni 2010 la componente beduina era stimata a circa 250 000 unità, delle quali 150 000 concentrate nel Negev, 80 000 in Galilea e 20 000 residenti nelle regioni centrali del paese.
Nel 2020 i musulmani in Israele erano distribuiti per il 35% nel Distretto Settentrionale, per il 13,6% nel Distretto di Haifa, per il 22,0% nel Distretto di Gerusalemme, per il 17,3% nel Distretto Meridionale, per il 10,9% nel Distretto Centrale e per l'1,2% nel Distretto di Tel Aviv; le principali comunità musulmane in Israele sono concentrate a Gerusalemme, Rahat, Umm al-Fahm e Nazareth. Nel 2020 il 70,4% degli arabi cristiani in Israele risiedeva nel Distretto Settentrionale, il 13,4% nel Distretto di Haifa, il 9,5% nel Distretto di Gerusalemme, il 3,4% nel Distretto Centrale, il 2,7% nel Distretto di Tel Aviv e lo 0,5% nel Distretto Meridionale; le più numerose comunità arabe cristiane sono concentrate nelle città di Nazareth, Haifa, Gerusalemme e Shefaram. Gli arabi cristiani rappresentano la maggioranza a Fassuta, Mi'ilya, Eilabun, Jish, Kafr Yasif e Rameh; nei primi due insediamenti costituiscono la quasi totalità della popolazione. Nel 2021 l'80% dei drusi in Israele risiedeva nel Distretto Settentrionale e il 19% nel Distretto di Haifa; il 98% dei membri della comunità era concentrato in 19 località: in 13 di queste (Yarka, Beit Jann, Kisra-Sumei, Yanuh-Jat, Julis, Hurfeish, Sajur, Ein al-Asad e Daliyat al-Karmel e Majdal Shams, Buq'ata, Mas'ada e 'Ayn Qunya nelle alture del Golan) i drusi rappresentano la quasi totalità della popolazione; nelle restanti 6 località i drusi convivono con altri arabi: a Maghar, Peki'in e a Isfiya i drusi costituiscono la maggioranza degli abitanti, mentre formano cospicue minoranze a Shefaram, Abu Snan e Rameh.

### Cultura

#### Lingua

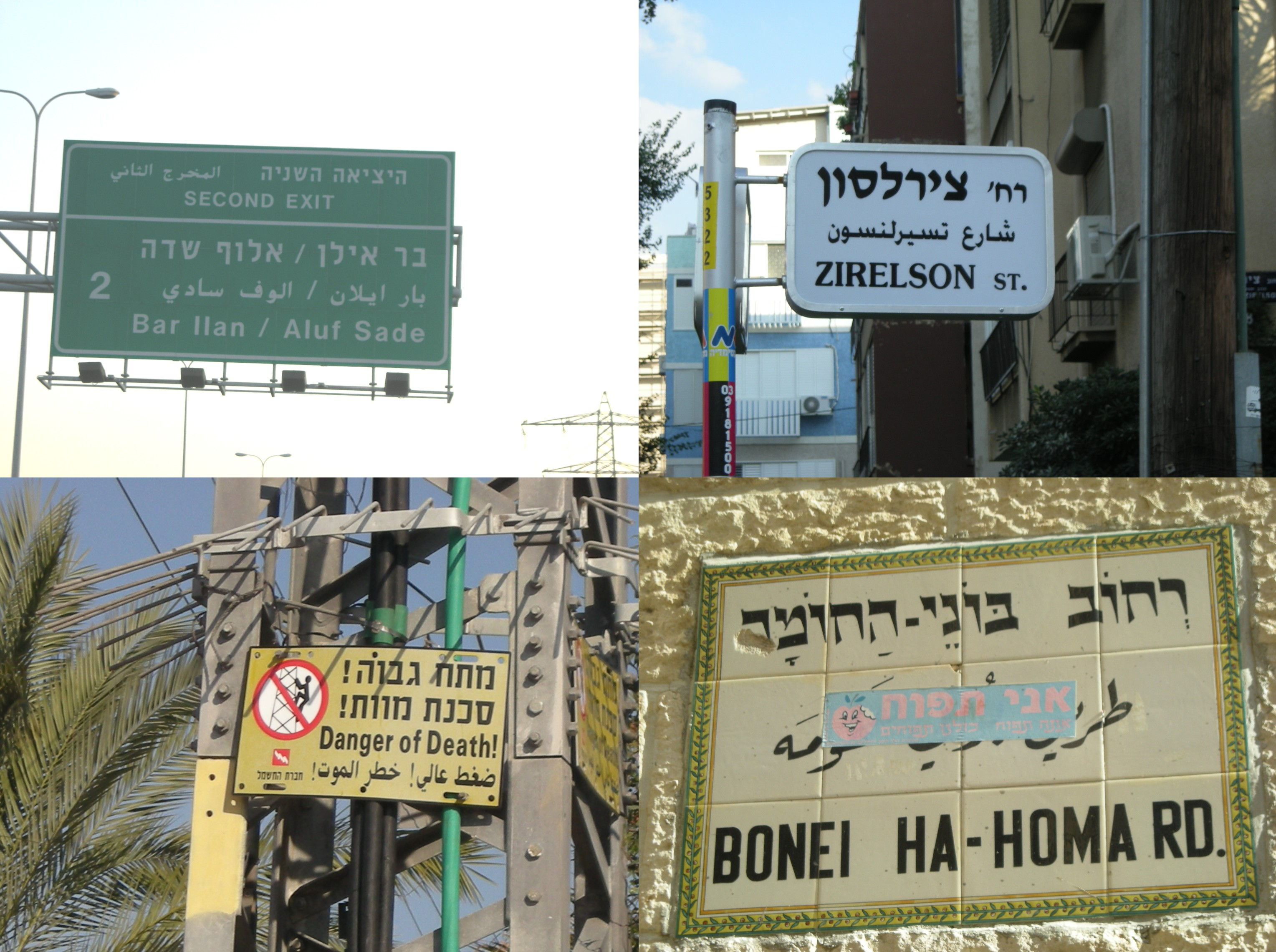
Cartelli stradali in Israele comprendenti testo in lingua araba

La lingua araba ha mantenuto in Israele lo status di lingua ufficiale riconosciuta dal mandato britannico fino al 2018; la valuta e i cartelli stradali comprendono testo in arabo; i documenti governativi e i discorsi tenuti alla Knesset vengono tradotti dall'ebraico. La lingua araba domina in ogni ambito sociale in seno alla comunità araba in Israele ed è utilizzata oltre che in ambito quotidiano anche in campo educativo, lavorativo, culturale e mediatico. Il mantenimento della lingua araba standard è rafforzato anche dall'esposizione di gran parte degli arabi israeliani ai canali televisivi e radiofonici dei paesi arabi, oltre che dall'incremento della scolarizzazione; l'arabo standard esercita una profonda influenza lessicale sui dialetti arabi palestinesi parlati in Israele; i sempre maggiori contatti sociali tra le comunità arabe rurali e quelle urbane hanno favorito nel corso dei decenni un'ampia influenza da parte dei dialetti arabi urbani su quelli rurali. La popolarità delle trasmissioni della televisione egiziana ha portato anche a varie influenze da parte dell'arabo egiziano.
La lingua ebraica è appresa dagli arabi in Israele come seconda lingua e la sua conoscenza rappresenta un'importante condizione per facilitare la mobilità sociale; l'ebraico è maggiormente padroneggiato dai giovani arabi residenti nelle città miste e dagli uomini drusi e beduini che si arruolano nell'esercito; la generale mancanza di un'istruzione in arabo nelle università israeliane porta molti studenti universitari arabi a dare maggior peso alla lingua ebraica. La lingua inglese è pienamente integrata nel sistema educativo israeliano e riveste di fatto il ruolo di terza lingua, ma rispetto agli ebrei gli arabi israeliani sono meno esposti al mondo anglofono e ciò ha una ricaduta negativa sulla capacità degli studenti arabi di approcciarsi allo studio della lingua. L'ebraico e l'inglese esercitano una certa influenza lessicale sui dialetti arabi parlati in Israele.

#### Letteratura, musica e mezzi di comunicazione
A partire dagli anni 1950 e 1960 la letteratura araba in Israele cominciò a sviluppare caratteristiche proprie, delineate dal contesto storico e sociale vissuto dalla comunità e dal contatto con la letteratura israeliana di lingua ebraica; nei primi decenni successivi alla nascita dello Stato di Israele, tra gli scrittori arabi israeliani si distinsero in particolare Mahmoud Darwish, considerato il poeta nazionale palestinese, Samih al-Qasim, Emile Habibi, Tawfiq Ziad, Muhammad Ali Taha e Zaki Darwish. Una nuova generazione di scrittori arabi israeliani emerse negli anni 1970, tra i quali Muhammad Naffa, Salman Natour, Salem Jubran, Riyad Baidas, Siham Daoud e Nidaa Khoury. Tra gli anni 1960 e 1970 emerse nella comunità araba l'uso scritto della lingua ebraica, impiegata da autori quali Atallah Mansour, Naim Araidi, Anton Shammas e Salman Masalha. A partire dalla prima intifada cominciò a divenire sempre più evidente l'enorme divario socioculturale creatosi tra gli arabi israeliani e gli altri palestinesi; emersero vari scrittori arabi israeliani di lingua ebraica, tra i quali Sayed Kashua e Ayman Sikseck. Nel 1992 Emile Habibi ricevette il Premio Israele per il suo contributo alla letteratura araba. Vari scrittori ebrei mizrahì originari dell'Iraq dettero anch'essi un contributo alla letteratura araba in Israele; tra questi, Samir Naqqash, Sami Michael, Shimon Ballas, Anwar Shaul e Shalom Darwish.

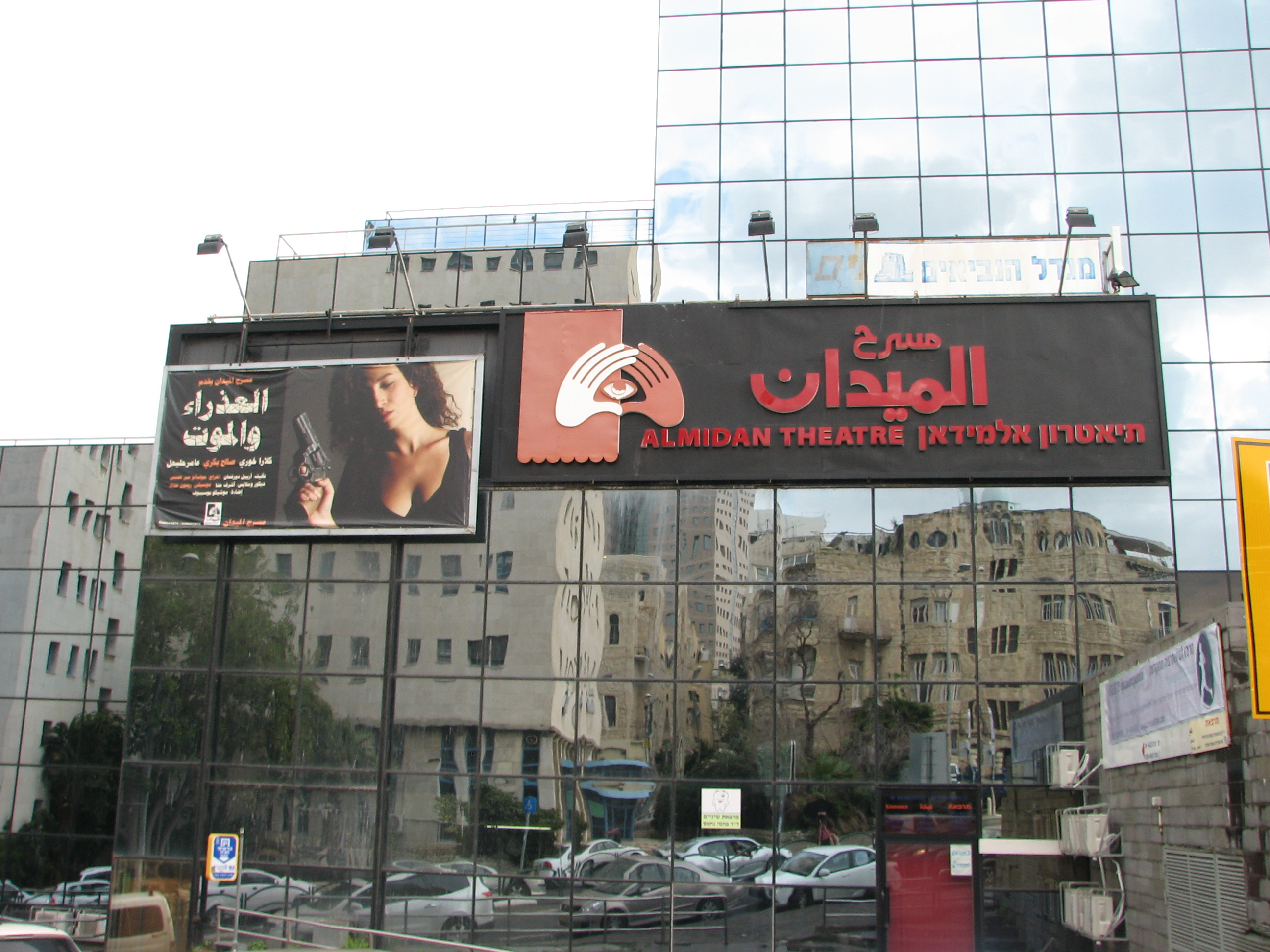
Il Teatro al-Midan a Haifa, uno dei principali teatri arabi in Israele

Nell'ambito dell'esodo palestinese del 1948, la gran parte dei musicisti arabi palestinesi emigrò, continuando la propria attività musicale nei paesi arabi circostanti. Tra quelli rimasti in Israele si distinsero Sudki Shukri, il quale istituì un'orchestra musicale araba ad Acri e un centro musicale dedicato all'insegnamento dell'oud e del violino, Michael Dermalkonian, che istituì un coro arabo a Nazareth, e Hikmat Shaheen, che trasmise l'arte dell'oud a numerosi giovani di Tarshiha. Negli anni 1960 il centro culturale arabo-ebraico Beit Ha'Gefen a Haifa formò una nuova generazione di musicisti arabi. L'attività musicale si diffuse progressivamente nell'area del Triangolo e numerosi cantanti e compositori arabi vennero invitati a prender parte ai programmi musicali radiofonici nazionali. Contributo importante alla musica araba in Israele lo dettero anche musicisti ebrei immigrati dai paesi arabi, in particolare da Iraq, Egitto, Libano e Siria. Nel XXI secolo si sono distinti il gruppo DAM, pioniere della musica hip hop palestinese, e Le Trio Joubran.
Tra i principali giornali arabi attivi in Israele si sono distinti al-Anbaa, al-Ittihad, al-Mirsad, al-Sinara e Kul al-Arab. Una fetta consistente degli arabi israeliani guarda canali televisivi dei paesi arabi; questa pratica ha contribuito a mantenere la stabilità della lingua araba e un senso di appartenenza al mondo arabo nella comunità; storicamente il pubblico arabo israeliano ha fatto riferimento principalmente alla radio e alla televisione egiziana, giordana e libanese; a partire dagli anni 1970 ad affermarsi fu in particolare la televisione giordana. All'inizio del XXI secolo le principali reti televisive arabe popolari tra gli arabi in Israele risultavano Al Jazeera, MBC, LBC, Rotana, Future TV, Iqraa TV e Al Arabiya. I politici arabi israeliani, per rivolgersi al proprio elettorato, si impegnano maggiormente a comparire nei canali dei paesi arabi che non in quelli israeliani. In ambito cinematografico a partire dagli anni 1980 cominciò a delinearsi una generazione di registi e attori arabi israeliani, tra i quali Michel Khleifi, Elia Suleiman, Mohammad Bakri, Yusuf Abu-Warda, Makram Khoury e Salwa Nakkara.

#### Tradizioni

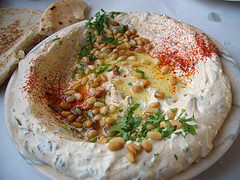
Piatto di hummus a Haifa

Buona parte della vita sociale, politica ed economica degli arabi in Israele gravita attorno alla famiglia estesa e al clan (hamula), fondati su legami di discendenza patrilineare. In ambito culinario tra i principali cibi della cucina araba in Israele si distinguono in particolare i falafel, consistenti in polpette di ceci o fave fritte, l'hummus, costituito da una purea di ceci, spezie e tahina, il ful, composto di fave e consumato tradizionalmente a colazione, e il fattoush, consistente in un'insalata di verdure. Molti dei piatti arabi, in particolare i falafel e l'hummus, sono stati pienamente integrati nella cucina israeliana.

### Status socioeconomico
A partire dal 1967 la società araba in Israele si evolse drasticamente da società agricola e feudale a società moderna e industriale; gran parte della comunità sperimentò un miglioramento delle proprie condizioni socioeconomiche ed emersero numerosi piccoli imprenditori e professionisti (in particolare insegnanti, medici, avvocati e farmacisti); nel corso dei decenni si alzò la speranza di vita e si abbassarono i tassi di mortalità infantile. Gli arabi israeliani godono di migliori condizioni di vita rispetto ai palestinesi in Cisgiordania e nella striscia di Gaza. Tuttavia, se rapportata alla maggioranza ebraica, gran parte della comunità araba in Israele vive situazioni di ampio disagio dal punto di vista sociale ed economico, risultando uno dei gruppi più svantaggiati di tutto il paese, insieme agli ebrei ultraortodossi e agli ebrei etiopi; la gran parte degli arabi in Israele vive sotto la soglia della povertà. Tra i principali fattori a favorire queste condizioni si annoverano la maggiore dimensione delle famiglie arabe rispetto a quelle ebraiche, una più limitata partecipazione delle donne arabe al mondo del lavoro e alti livelli di disoccupazione anche tra gli uomini arabi; nel 2016 solamente il 38% delle donne arabe in età lavorativa risultava occupata, rispetto all'82% delle donne ebree.
Il contributo degli arabi all'economia israeliana è relativamente marginale; gli arabi risultano mediamente poco integrati nel mondo del lavoro e risultano svantaggiati a livello occupazionale e salariale. La bassa qualità del settore educativo arabo, gli alti tassi di abbandono scolastico e la concentrazione degli studenti arabi in materie dal basso potenziale salariale impediscono lo sviluppo socioeconomico della comunità; quasi la metà dei laureati arabi israeliani si sono specializzati in scienze sociali o in materie umanistiche e gran parte di questi svolge il proprio lavoro nel contesto della loro comunità. La forza lavoro di gran parte della minoranza araba è impiegata in professioni a bassa qualifica, in particolare nel settore delle costruzioni; gli arabi sono sottorappresentati nel settore dell'high tech e nel mondo manageriale, scientifico e accademico, oltreché nel settore della pubblica amministrazione e sono generalmente esclusi dal settore della sicurezza nazionale. Gli arabi sono tuttavia sovrarappresentati nell'ambito delle professioni sanitarie. Tra gli anni 1990 e 2000 il governo si impegnò ad ampliare la presenza di dipendenti arabi nella pubblica amministrazione.
Gli arabi residenti nelle località e nei quartieri a maggioranza ebraica godono di uno status socioeconomico più elevato rispetto a coloro che risiedono nelle località arabe, specie dal punto di vista occupazionale e salariale, fenomeno derivato dal fatto che le località ebraiche godono di standard socioeconomici molto più elevati rispetto a quelle arabe; tuttavia i tassi di proprietà domestica sono molto più alti in queste ultime, che non nelle prime. Le località arabe soffrono di un'elevata densità abitativa, data la loro limitata area giurisdizionale e la generale mancanza di autorizzazioni edilizie e mutui; spesso le famiglie arabe, per ovviare alla sovrappopolazione, sono costrette ad ampliare le proprie abitazioni. Questa situazione ha favorito nelle località arabe il fenomeno dell'abusivismo edilizio, al quale lo Stato reagisce spesso con numerose demolizioni. A partire dagli anni 1990 il governo ampliò l'assistenza finanziaria alle località arabe, che rimane fondamentale, in quanto i redditi dei cittadini arabi sono mediamente più bassi rispetto a quelli degli ebrei. Altre problematiche sociali presenti maggiormente nelle località arabe sono la disoccupazione e la criminalità.

#### Istruzione
Alla comunità araba è riservato un sistema educativo pubblico separato da quello destinato alla maggioranza ebraica e nel quale l'insegnamento viene impartito in lingua araba. Il programma educativo è però comunque soggetto alle direttive del governo e include equivalenti quantitativi di tempo riservati alla storia araba e a quella ebraica. Il programma educativo delle scuole arabe include anche lo studio delle religioni islamica e cristiana. La minoranza araba ha attraversato nel corso del XX secolo una transizione da società prevalentemente agricola a società dominata dal lavoro salariato, il che ha portato a una maggiore valorizzazione dell'istruzione; il tasso di analfabetismo è passato dall'80% nel 1948 al 15% nel 1988. Tuttavia, i fondi riservati al settore educativo arabo sono inferiori rispetto a quelli dedicati a quello ebraico, il che ha favorito tassi di successo scolastico molto bassi; ad esempio nel 2009 solamente il 32,4% degli studenti arabi era stato ammesso a sostenere il bagrut, rispetto al 50,5% degli studenti ebrei. A svantaggiare gli studenti arabi nell'ammissione alle università israeliane sono poi l'esame psicometrico e la necessità di padroneggiare perfettamente la lingua ebraica; questi fattori incoraggiano molti studenti arabi a conseguire gli studi universitari all'estero. I successi scolastici e accademici tra gli arabi in Israele sono però significativamente aumentati in particolare a partire dal XXI secolo. Le materie umanistiche e le scienze sociali rappresentano le principali materie nelle quali si specializzano gli studenti arabi.

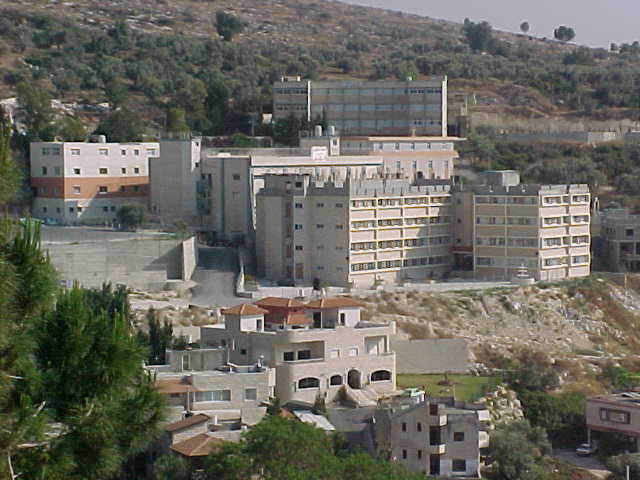
L'Istituto Mar Elias a I'billin

Gli arabi cristiani si sono rivelati il gruppo con i più elevati tassi di successo in ambito accademico. Nel 2011 il 64% degli arabi cristiani riusciva a raggiungere il diploma di scuola secondaria, rispetto al 48% dei musulmani, al 55% dei drusi e al 59% degli ebrei; il 56% degli arabi cristiani conseguiva inoltre un diploma idoneo per l'accesso alle università israeliane. Gli studenti delle istituzioni scolastiche arabe cristiane, con sede soprattutto a Haifa e Nazareth, riscuotono tra i più alti successi del paese agli esami di maturità e una percentuale molto più alta rispetto alla media nazionale consegue voti eccellenti; le scuole arabe cristiane attraggono anche molti studenti musulmani e drusi. I giovani arabi cristiani sono avvantaggiati rispetto ai coetanei ebrei dal momento che non sono tenuti a servire nell'esercito, potendo avere così a disposizione più anni per concentrarsi sulla propria carriera accademica e lavorativa; gli alti livelli di istruzione tra gli arabi cristiani favoriscono una più alta stabilità economica per le loro famiglie; i successi accademici interessano anche le donne, le quali rimangono comunque generalmente legate ai tradizionali ruoli di genere, similmente alle altre donne arabe.
Per quanto riguarda la componente drusa, secondo quanto rilevato dall'Ufficio centrale israeliano di statistica, nel 2021 il 3,7% dei drusi non era istruito, il 28,2% aveva conseguito solamente un'educazione primaria o secondaria di primo grado, il 10,1% aveva portato a termine gli studi secondari di secondo grado senza tuttavia ottenere il bagrut, il 36,9% aveva un diploma e il 15,4% era laureato. Tra la componente beduina l'istruzione rappresenta una delle poche alternative, insieme al servizio militare, che garantiscano mobilità sociale; il tasso di analfabetismo tra i beduini in Israele è sceso dal 95% del 1948 a meno del 25% del 2013.

## Politica

### Identità politica e culturale

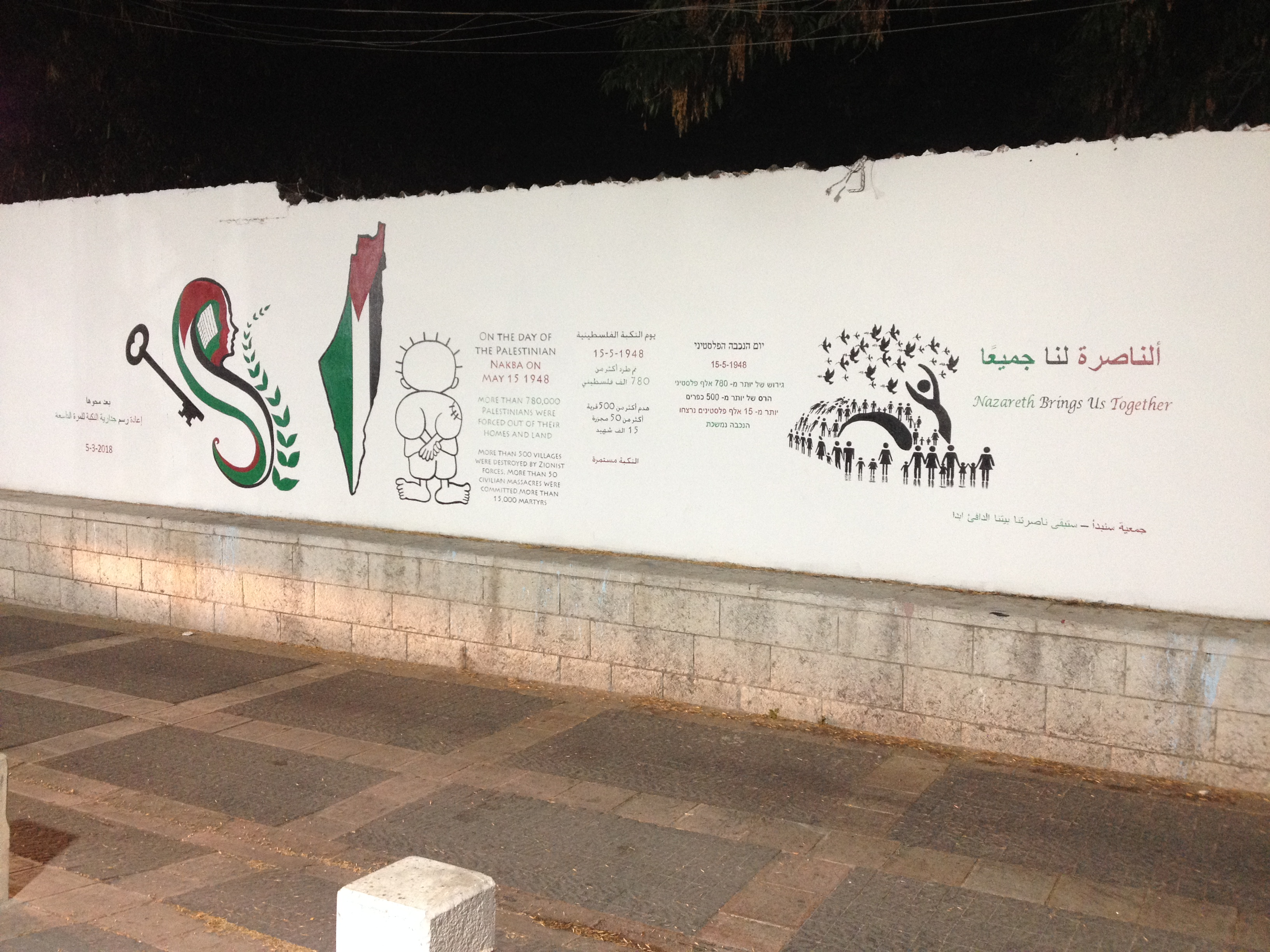
Murale a Nazareth celebrante il Giorno della Nakba, 2018

La comunità araba in Israele è caratterizzata da una diffusa complessità dal punto di vista identitario: i cristiani tendono a enfatizzare primariamente la loro identità araba, i musulmani quella palestinese e i drusi rimangono legati maggiormente alla loro identità religiosa e a quella civica israeliana. Le autorità israeliane hanno storicamente favorito l'identità araba israeliana, favorendola a quella palestinese; l'identità palestinese cominciò a diffondersi e a rafforzarsi tra gli arabi in Israele solo a partire dagli anni 1970, in seguito agli eventi della guerra dei sei giorni. Il Giorno della Terra rappresenta una delle ricorrenze che più contraddistinguono l'attivismo politico arabo in Israele, insieme al Giorno della Nakba.
Le autorità israeliane si sono approcciate alla minoranza araba con una politica di divide et impera, evidenziandone le divisioni interne. In particolare, attraverso la cooptazione delle élite druse e l'imposizione del servizio militare, le autorità israeliane riuscirono a diffondere tra i drusi un'identità collettiva separata da quella degli altri arabi, classificandoli come gruppo etnico e religioso a parte; malgrado la componente drusa risulti maggiormente integrata nella società israeliana rispetto al resto della comunità araba, essa rimane comunque socialmente svantaggiata rispetto a quella ebraica, portando di conseguenza negli anni a un declino del patriottismo israeliano tra i drusi. I drusi delle alture del Golan sono invece fermamente legati alla loro identità araba e siriana, tanto che la grande maggioranza di essi si rifiuta di richiedere la cittadinanza israeliana.
Le autorità israeliane si impegnarono a coltivare relazioni più forti anche con i beduini e con gli arabi cristiani, senza tuttavia riuscire nell'intento. L'attivismo politico tra gli arabi cristiani è molto acceso; gran parte degli storici leader della comunità araba in Israele è cristiana; i principali partiti arabi, in particolare Balad e Hadash, riservano puntualmente dei seggi per i propri candidati cristiani. In seno alla componente cristiana un'ampia controversia si è generata nel 2014, quando il ministero dell'interno rese possibile per una limitata sezione dei cristiani registrarsi ufficialmente come aramei, iniziativa sostenuta in particolare da alcuni esponenti della comunità maronita e dal sacerdote greco-ortodosso Gabriel Naddaf; numerosi esponenti della Chiesa greco-ortodossa di Gerusalemme e gran parte della comunità cristiana condannarono il riconoscimento dell'identità aramaica e le posizioni di Naddaf, viste come un tentativo di dividere la minoranza araba.

### Movimenti politici
Nel corso degli anni seguenti la creazione dello Stato di Israele nel 1948 la leadership della minoranza araba era concentrata tendenzialmente in partiti di sinistra, in particolare nel Mapam e nel Maki, per quanto a tutti i principali partiti israeliani fossero affiliate varie liste satelliti arabe. L'ideologia comunista propria del Maki portò questo a divenire il partito che più si interessò alla situazione sociale della minoranza araba, divenendo sempre più un partito misto arabo-ebraico; il Maki vide tuttavia ampie tensioni tra la fazione a maggioranza ebraica e quella a maggioranza araba più incline alle idee nazionaliste arabe, promosse dagli attivisti arabi Emile Habibi, Tawfiq Ziyad e Tawfik Toubi, e che portarono il partito a dividersi nel 1965 quando la componente a maggioranza araba, guidata da Toubi e da Meir Vilner, fondò il Rakah; i comunisti del Rakah dominarono l'ambiente politico della comunità araba nel corso degli anni 1970 e 1980; nel 1977 il Rakah e altre formazioni nazionaliste arabe confluirono nella lista Hadash. Altra formazione politica attiva tra gli arabi negli anni 1980 fu la Lista Progressista per la Pace, che comprendeva sia arabi che ebrei. Una forte influenza fu esercitata poi dalle idee del ba'thismo e del nasserismo; un gruppo di studenti nazionalisti arabi, in gran parte cristiani, fondò nel 1959 il movimento nazionalista arabo al-Ard, bandito in seguito dalle autorità.

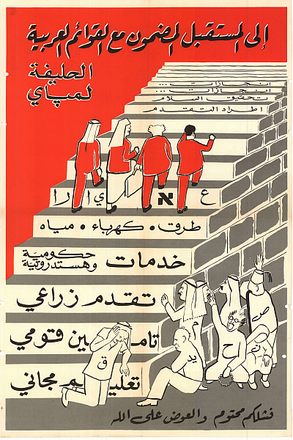
Manifesto elettorale del Mapai rivolto agli elettori arabi in sostegno a una sua lista satellite araba, anni 1950

A partire dagli anni 1970, in seno al fenomeno del revivalismo islamico, anche tra gli arabi in Israele cominciarono a rafforzarsi, in particolare tra i giovani, l'impegno nelle pratiche religiose e il sostegno all'islamismo politico, introdotto in Palestina a partire dagli anni 1930 sotto l'influenza dei Fratelli Musulmani. Nel 1979, sotto la guida di Abdullah Nimar Darwish, nacque l'organizzazione Usrat al-Jihad, che si rese protagonista di varie azioni sovversive a Umm al-Fahm; Darwish si impegnò in seguito a organizzare un attivismo più orientato alla daʿwa e all'impegno sociale; il Movimento Islamico in Israele, fondato da Darwish, a partire dal 1983 cominciò ad ampliare la sua influenza politica nelle aree attorno a Umm al-Fahm; il movimento si divise in occasione delle elezioni generali del 1996, dal momento che Darwish adottò posizioni più concilianti nei confronti dello Stato di Israele: la sezione moderata, guidata da Darwish e con base a Kafr Qasim, venne denominata "sezione meridionale"; la "sezione settentrionale", guidata da Raed Salah e con centro a Umm al-Fahm, si mantenne invece su posizioni più radicali; la sezione meridionale del Movimento Islamico, insieme ad altri quattro piccoli partiti arabi, fondò nel 1996 la lista Ra'am, che partecipa da allora alle elezioni.
Nel 1972 un gruppo di giovani attivisti arabi, perlopiù liberi professionisti, fondarono l'organizzazione nazionalista araba Abnaa al-Balad, la quale si batté per l'abolizione dell'identità ebraica dello Stato di Israele e sostenne le attività dell'Organizzazione per la Liberazione della Palestina; nel corso degli anni 1970 Abnaa al-Balad cominciò a competere con i comunisti, accusandoli di aver negato l'identità palestinese della comunità araba, ma l'influenza politica dell'organizzazione cominciò a declinare a partire dagli anni 1990. Nel 1988 Abdulwahab Darawshe fondò il Partito Democratico Arabo, primo partito politico israeliano espressamente arabo. Nel 1995 un folto gruppo di attivisti arabi cristiani e musulmani, guidati da Azmi Bishara e provenienti in gran parte dalle file di Hadash e di altre formazioni di sinistra, fondò il partito Balad, che alle elezioni generali del 1996 si coalizzò con Hadash; Balad pone enfasi sull'identità araba, accusa lo Stato di Israele di implementare politiche discriminatorie nei confronti dei suoi cittadini arabi e rivendica il riconoscimento degli arabi israeliani come minoranza nazionale e una più vasta autonomia per questi ultimi. Ahmad Tibi, collaboratore di Yasser Arafat, fondò invece nel 1996 il partito Ta'al.
Nel 2015 Hadash, Balad, Ta'al e Ra'am si coalizzarono per dar vita alla Lista Comune, che sotto la guida di Ayman Odeh conquistò tredici seggi alle elezioni parlamentari del 2015, risultando la terza lista più votata. Secondo quanto rilevato da un sondaggio condotto tra il 2014 e il 2015 dal Pew Research Center il 28% degli arabi si identificava maggiormente in vari partiti sionisti dominati dalla componente ebraica, mentre il 50% si sentiva più vicino ai partiti allora facenti parte della Lista Comune; l'appoggio agli uni o agli altri partiti politici variava significativamente tra le varie componenti religiose, dal momento che i partiti sionisti erano sostenuti dal 26% dei musulmani, dal 19% dei cristiani e dal 55% dei drusi, mentre la Lista Comune era appoggiata dal 53% dei musulmani, dal 53% dei cristiani e dal 19% dei drusi. Il supporto dei drusi e dei beduini ai tradizionali partiti sionisti scese a partire dagli anni 1990 in favore di quelli arabi. Nell'ambito delle elezioni locali nelle località arabe dominano liste locali legate ai clan.

### Associazionismo

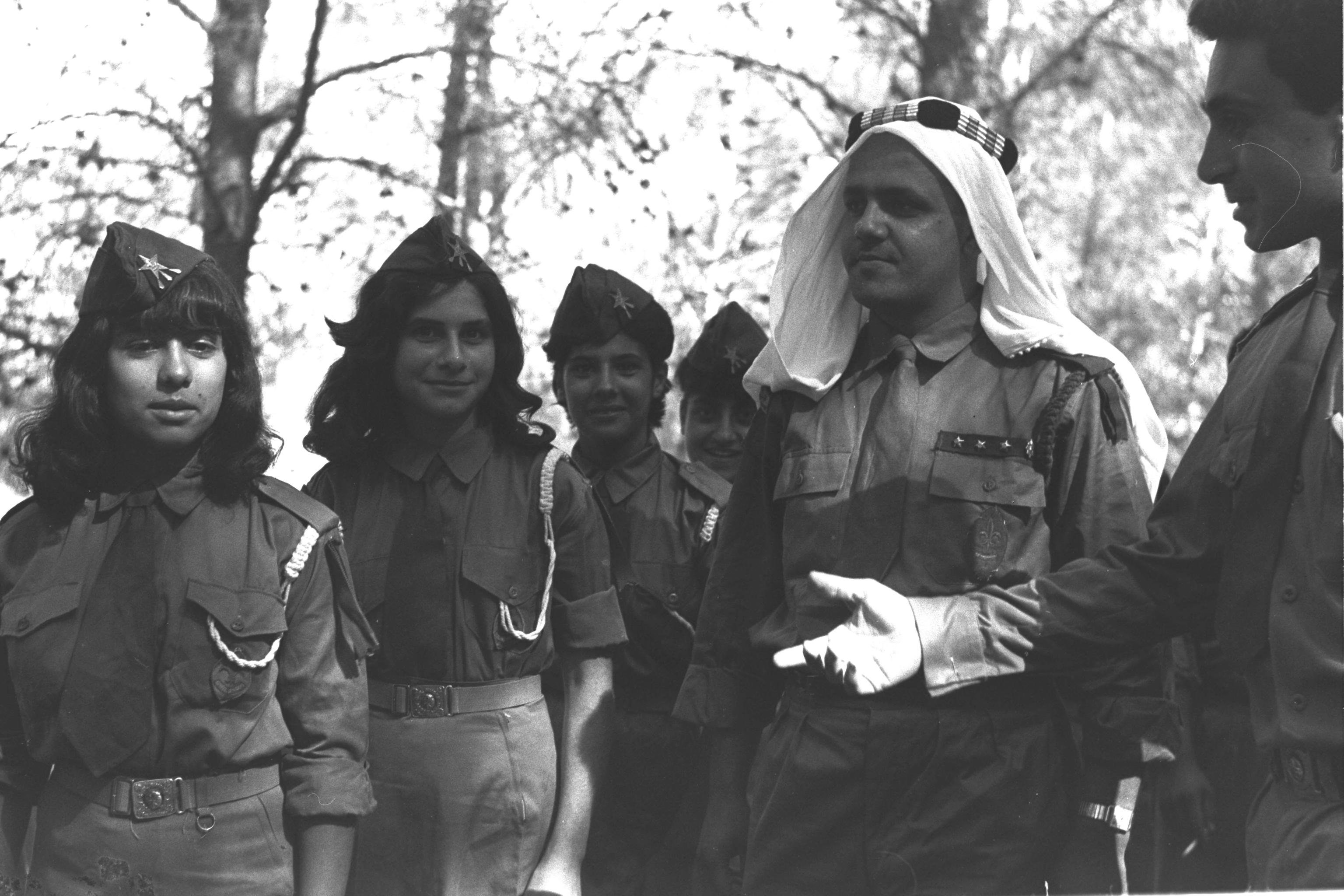
Raduno degli Scout Arabi Ortodossi di Giaffa, 1965

A partire dal 1989 sorsero centinaia di associazioni arabe attive nel mondo del volontariato. Numerose organizzazioni non governative arabe sono attive anche in ambito internazionale nel rivendicare il rispetto dei diritti umani: tra queste si sono distinte in particolare Adalah, Mada al-Carmel, Mossawa, Women Against Violence, I'lam e l'Arab Organization for Human Rights. L'associazionismo tra i giovani arabi è molto meno diffuso che tra gli ebrei israeliani; lo scautismo è organizzato secondo divisioni settarie, e comprende infatti gruppi cattolici, greco-ortodossi e drusi. Importanti iniziative nel mondo associazionistico arabo in Israele sono rappresentati dai campi estivi per ragazzi, la cui tradizione è stata avviata negli anni 1980, organizzati principalmente dal Rakah; anche il partito Balad si è distinto nell'organizzare un importante campo estivo annuale per ragazzi, con forti connotati politici nazionalisti arabi; altro importante campo estivo è quello che si tiene annualmente nel villaggio spopolato di Kafr Bir'im.

### Integrazione e tensioni sociali
I cittadini arabi sono tendenzialmente collocati ai margini della società israeliana. La componente araba e quella ebraica in Israele sono fortemente segregate in quasi ogni ambito sociale; gli arabi sono infatti concentrati per la maggioranza in insediamenti dove costituiscono la quasi totalità della popolazione ed è a loro riservato un settore educativo separato; i rapporti tra le due componenti sono tendenzialmente caratterizzati da una reciproca diffidenza e i matrimoni tra i membri delle due comunità sono estremamente rari, così come i rapporti di amicizia; varie municipalità, tra le quali Petah Tiqwa e Kiryat Gat, hanno dato avvio a iniziative volte a prevenire rapporti tra ragazze ebree e uomini arabi. Secondo vari sondaggi condotti negli anni 2000 la maggior parte degli ebrei intervistati considerava gli arabi un pericolo demografico per l'identità ebraica dello Stato e concordava con l'idea secondo la quale le istituzioni avrebbero dovuto favorirne l'emigrazione. Un piano popolare tra la destra israeliana consiste nel ridisegnamento dei confini del paese, in modo da includere il Triangolo in un futuro Stato palestinese e favorire in questo modo una più elevata omogeneità etnica per Israele; vari politici ebrei israeliani di destra hanno invece proposto l'espulsione degli arabi dal paese.
Lo Stato si è impegnato nel corso dei decenni in opere di giudaizzazione delle regioni a maggioranza araba, in particolare in Galilea e nelle alture del Golan, attraverso la fondazione di numerosi insediamenti ebraici e l'espropriazione dei terreni posseduti dagli arabi. Gli arabi si sono visti espropriare la maggioranza dei propri terreni; infatti, malgrado gli arabi costituiscano oltre il 20% della popolazione israeliana, essi detengono solamente il 3,5% dei terreni, mentre le municipalità arabe amministrano meno del 2,5% del territorio del paese; la minoranza araba lamenta il mancato impegno da parte dello Stato nel creare insediamenti destinati agli arabi, mentre per gli ebrei ne sarebbero stati fondati centinaia; queste condizioni, unite a una crescente sovrappopolazione, hanno favorito il fenomeno dell'abusivismo edilizio nelle località arabe; inoltre, decine di insediamenti beduini non sono stati riconosciuti da parte delle autorità; oltre a non usufruire dei servizi pubblici, queste località incorrono spesso in demolizioni da parte dello Stato. La forte influenza dell'Agenzia ebraica e del Fondo Nazionale Ebraico viene considerata un limite all'identità civica dello Stato, in favore di una esclusivamente ebraica. Controversia importante è relativa alla questione dei presenti assenti, privati delle loro proprietà nel 1948; a essere particolarmente attivi in questa lotta sono in particolare i discendenti degli abitanti dei villaggi arabi cristiani di Iqrit e Kafr Bir'im.

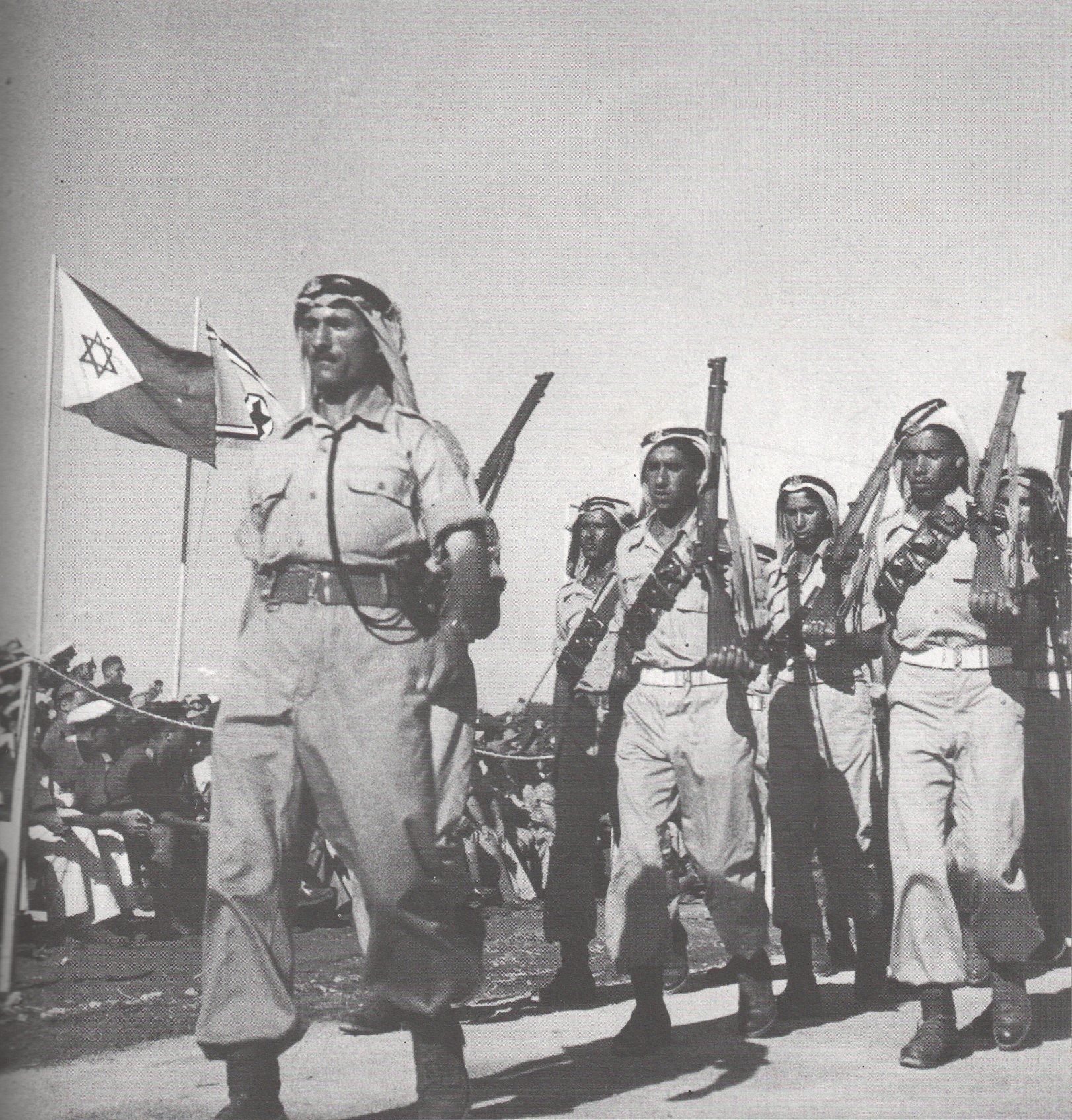
Soldati beduini a una parata militare a Tel Aviv, 1949

Gli arabi sono ampiamente sottorappresentati nelle istituzioni governative, per quanto si siano distinti vari ministri e viceministri arabi, tra i quali Abd el-Aziz el-Zoubi, Jabr Muadi, Nawaf Massalha, Walid Haj Yahia, Salah Tarif, Majalli Wahabi, Ghaleb Majadele e Ayoob Kara; personalità arabe, tra le quali Abdel Rahman Zuabi, Salim Joubran e George Karra, sono state membri della Corte suprema di Israele. Vari partiti politici israeliani, quali Israel Beitenu, si sono distinti nel condannare i politici arabi. Nelle città miste, come a Nazareth Illit, si sono verificati in più occasioni violenti scontri tra manifestanti ebrei e arabi, soprattutto nell'ambito della seconda intifada. Nell'agosto 2005 il soldato ebreo estremista Eden Natan-Zada aprì il fuoco su un autobus a Shefaram, assassinando quattro civili arabi e ferendone decine, prima di essere linciato a sua volta dalla folla. Nel 2008 ad Acri in occasione dello Yom Kippur un conducente arabo attraversò un quartiere ebraico con accesa la musica alta, offendendo la sensibilità religiosa degli abitanti, i quali lanciarono pietre contro la sua automobile; l'evento generò scontri che portarono al danneggiamento in città di decine di negozi, abitazioni e veicoli.

#### Servizio militare
Gli arabi israeliani sono esonerati dall'obbligo di svolgere il servizio militare; l'unica eccezione è rappresentata dai drusi, ai quali la leva obbligatoria fu estesa a partire dal 1957; gli anziani della comunità drusa individuarono infatti nel servizio militare un'opportunità per garantire alla comunità una maggiore considerazione da parte della autorità. Storicamente i drusi hanno servito nel battaglione Herev, che raccoglieva i membri delle minoranze; i drusi sono sovrarappresentati nelle forze di polizia e nel settore della sicurezza. L'esercito accetta anche volontari musulmani e cristiani. Buona parte delle comunità beduine collaborarono con l'Haganah in occasione della guerra arabo-israeliana del 1948 e contro i fedayyin palestinesi nel corso degli anni 1950. Il servizio militare rappresenta nella società beduina una delle poche possibilità che garantiscano un certo livello di mobilità sociale: negli anni 2010 era stimato che tra il 5% e il 10% dei beduini in Israele si arruolassero volontariamente. Molti ebrei israeliani rivendicano la necessità per gli arabi di servire nell'esercito, per dimostrare così la propria lealtà allo Stato di Israele.